# Pézilla-la-Rivière
Pézilla-la-Rivière település Franciaországban, Pyrénées-Orientales megyében. Lakosainak száma 4048 fő (2022. január 1.). Pézilla-la-Rivière Calce, Villeneuve-la-Rivière, Le Soler, Saint-Féliu-d’Avall és Corneilla-la-Rivière községekkel határos.

## Népesség
A település népességének változása:
| Lakosok száma | 3374 | 3529 | 3653 | 3662 | 3737 | 3812 | 3906 | 3942 | 4048 |
|               | 2013 | 2015 | 2016 | 2017 | 2018 | 2019 | 2020 | 2021 | 2022 |